# Oscar Gil
Oscar Hernán Gil Rincón (ur. 27 lutego 1966 w Ibagué) – kolumbijski piłkarz i trener piłkarski.
Gil jako zawodnik występował w drużynach juniorskich klubów América Cali, Deportivo Cali i Deportivo Pereira. W barwach ostatniego z nich rozegrał trzy spotkania w Categoría Primera A, lecz z powodu kontuzji był zmuszony bardzo wcześnie zakończyć karierę piłkarską. Ukończył kierunek nauk sportowych i rekreacji na Universidad Tecnológica de Pereira, a następnie specjalizację z zakresu pedagogiki i dydaktyki sportowej na uczelni Escuela Nacional del Deporte w Cali. Przez kolejne lata pracował jako trener przygotowania fizycznego – kolejno w klubach Deportivo Pereira, Atlético Bucaramanga i Atlético Nacional. Asystował również trenerowi Reinaldo Ruedzie w młodzieżowych reprezentacjach Kolumbii.
W późniejszym czasie Gil współpracował jako trener personalny z Mauricio Serną – reprezentantem Kolumbii. Za jego pośrednictwem znalazł pracę jako trener przygotowania fizycznego w argentyńskim Chacarita Juniors. W latach 2004–2009 pracował w akademii juniorskiej kontynentalnego giganta z Buenos Aires – klubu CA Boca Juniors. W 2007 roku założył w ojczyźnie szkółkę juniorską o nazwie Pereira Azul y Oro, działającą jako filia Boca Juniors. Otrzymał tytuł trenerski podczas kursu organizowanego przez Asociación de Técnicos del Fútbol Argentino (ATFA). W latach 2005–2007 pracował z argentyńską reprezentacją studencką biorącą udział w Olimpiadzie Machabejskiej.
W styczniu 2010 Gil powrócił do ojczyzny, dołączając do sztabu szkoleniowego klubu CD Once Caldas jako asystent trenera Juana Carlosa Osorio i koordynator drużyn juniorskich. W jesiennym sezonie Finalización 2010 wywalczył z Once Caldas mistrzostwo Kolumbii, lecz bezpośrednio po tym zrezygnował ze stanowiska. W styczniu 2011 został asystentem szkoleniowca Germána Gonzáleza w wenezuelskim Deportivo Lara, a w kwietniu zastąpił go na stanowisku pierwszego trenera. Ekipę Lary prowadził przez miesiąc, a w czerwcu został trenerem ówczesnego wicemistrza Wenezueli – klubu Zamora FC. Zajął z nim ósme miejsce w lidze i poprowadził go w Copa Libertadores (odpadł w fazie grupowej), zaś w kwietniu 2012 został zwolniony.
Później Gil przeniósł się do Meksyku, gdzie pracował jako wykładowca na kierunku sportowym na stołecznej uczelni Universidad Anáhuac México Norte. Był również związany z meksykańskim oddziałem Instytutu Johana Cruyffa, jako uczeń, a następnie docent na kursie biznesu i administracji sportowej. W 2013 roku poprowadził meksykańską kadrę na Olimpiadzie Machabejskiej w Jerozolimie. Przez kilka lat był także skautem Manchesteru City na region Ameryki Północnej i Środkowej. W lutym 2017 został dyrektorem sportowym meksykańskiego drugoligowca Venados FC, a w październiku 2017 objął funkcję trenera innego zespołu z drugiej ligi meksykańskiej – Murciélagos FC. Został zwolniony po czterech miesiącach w konsekwencji słabych wyników (ostatnie miejsce w tabeli). 